# Christina Tsoukala
Christina Chrysoula Tsoukala (in greco Χριστίνα Χρυσούλα Τσουκαλά?; Atene, 8 luglio 1991) è una pallanuotista greca.

## Palmarès

### Nazionale
- Mondiali

Shanghai 2011: 
- Europei

Zagabria 2010: 
Eindhoven 2012: 
Barcellona 2018: 
- World League

Changshu 2012: 